# Julie Andrieu
Pour les articles homonymes, voir Andrieu.
Julie Andrieu, née le 27 février 1974 à Paris, est une animatrice de télévision et critique gastronomique française.

## Biographie

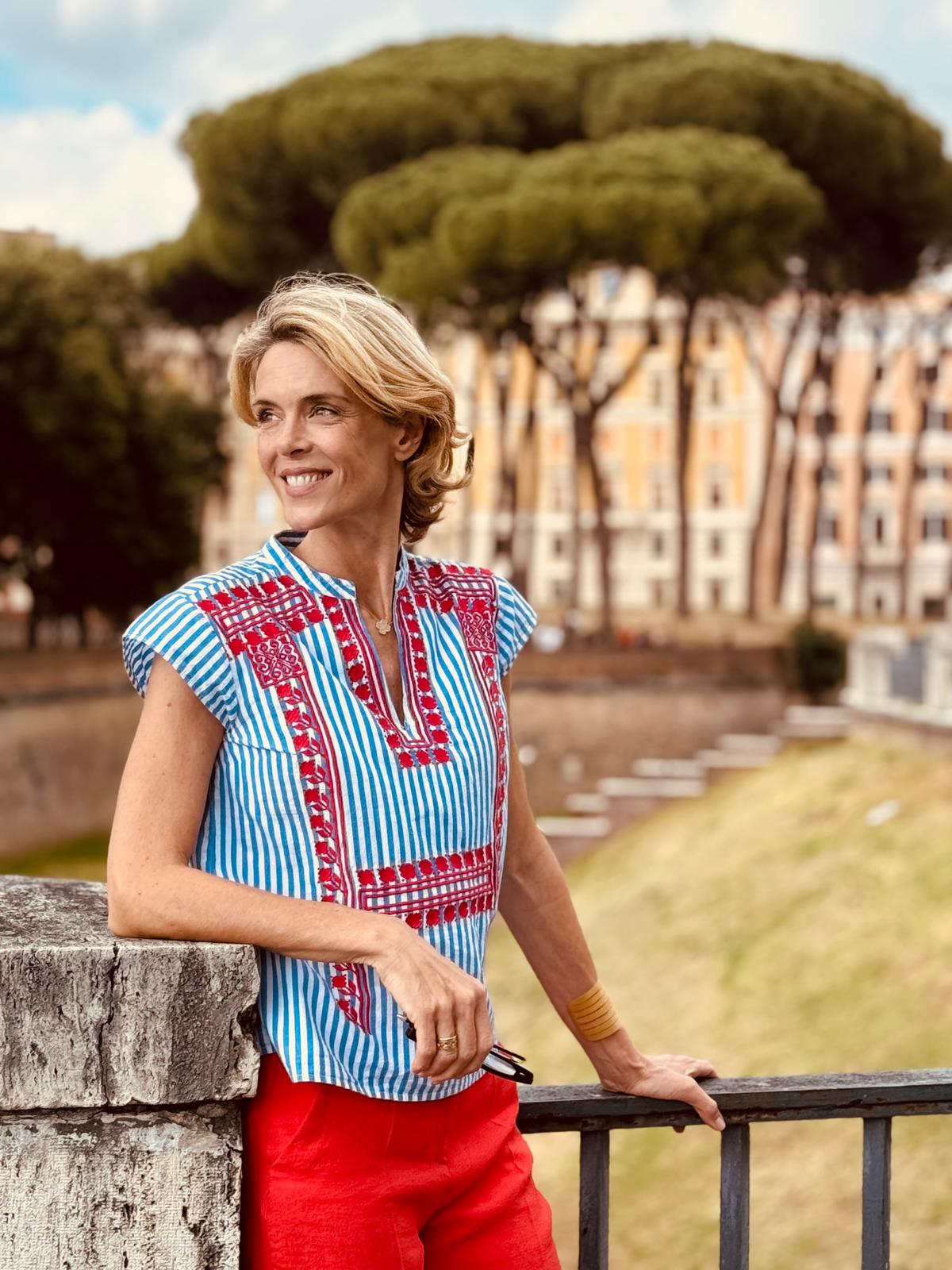
Julie Andrieu - Italie (2024).

Julie Andrieu est la fille de l'actrice Nicole Courcel avec qui elle vivait, son père, un homme marié et père de deux enfants, ayant quitté celle-ci 15 jours avant sa naissance. La mère et la fille s'installent pendant une année chez Jean-Pierre Coffe. Julie a une demi-sœur et un demi-frère du côté paternel. Elle est cousine de l'écrivain Marc Levy, de la comédienne Cathy Andrieu (connue pour ses rôles dans les productions AB) et, par alliance, de l'écrivain Alexandre Jardin.
À quinze ans elle connaît des problèmes de boulimie-anorexie. À 17 ans, après son baccalauréat littéraire obtenu en 1991, elle réalise un hippie trail, partant seule durant plusieurs mois pour le Népal, l’Inde et le Sri Lanka. Elle y fait du photojournalisme en vendant ses images aux magazines Paris Match et Elle. Elle devient, à 18 ans, photographe pour France-Soir où elle rencontre un autre photographe, Jean-Marie Périer, de trente-quatre ans son aîné, avec qui elle s'installe,.
Jean-Marie Périer l'ayant persuadée d’abandonner ses projets de photographe, elle se tourne vers le monde de la cuisine. En 1999 elle publie son premier livre de cuisine, La Cuisine de Julie, et en 1999 devient critique gastronomique au guide Lebey pendant 10 ans,.

### Vie privée
Après avoir été en couple avec Jean-Marie Périer, elle s'est mariée en août 2010 avec le neurochirurgien français Stéphane Delajoux.
Elle donne naissance en octobre 2012 à un garçon nommé Hadrien, et en décembre 2015 à une fille nommée Gaïa,.
En mai 2024, elle s'installe à Rome.

## Télévision
À partir de 2001, elle anime à la télévision et à la radio de nombreuses émissions culinaires :
- sur la chaîne Téva, 2001, émission Tout un plat ;
- sur la radio RMC Info, 2002, émission Votre table ;
- sur la chaîne Cuisine.tv, 2003, émission Julie autour du monde ;
- sur la chaîne TF1, 2004-2005, émission quotidienne Julie cuisine, une recette en 90 secondes ;
- sur la radio Europe 1, 2005, émission hebdomadaire Droit dans le buffet ;
- sur la chaîne France 5, 2007, émission hebdomadaire Fourchette et sac à dos[1] ;
- sur la chaîne France 3, 2009, émission quotidienne Côté cuisine ;
- sur la chaîne France 3, 2012, émission hebdomadaire Les Carnets de Julie[1].
- sur la chaîne T18, depuis 2025, émission sur le tourisme en Italie diffusée à partir du mois de septembre.

À partir de septembre 2009 elle est chroniqueuse cuisine dans l'émission quotidienne C à vous présentée par Alessandra Sublet sur France 5 entre 19 h et 20 h : elle réalise chaque soir une recette pendant l'émission, en alternance avec Babette de Rozières et Luana Belmondo. Durant la grossesse d'Alessandra Sublet, soit jusqu'en juin 2012, elle a assuré son remplacement tous les vendredis.
Elle collabore aussi à l'hebdomadaire Télé 7 jours pour la rubrique À table. Elle a également écrit de nombreux ouvrages de conseils et de recettes, elle publie sur son site internet et produit une série d'émissions, Julie chez vous, sur le concept « Julie vient chez des particuliers pour faire l'inventaire de leurs placards, donner des conseils et élaborer une recette avec les moyens du bord ».
En 2003, elle fonde sa propre société de production « JA Productions » immatriculée le 7 août 2003.

## Publications
- La cuisine de Julie, Paris, Albin Michel, 1999
- Tout cru, Paris, Albin Michel, 2001
- La cuisine expliquée à ma mère, Paris, Albin Michel, 2002
- Le canard de Julie, Paris, Marabout, 2003.
- Les Cantines de Julie, Paris, Parigramme, 2004
- Julie cuisine en quelques minutes, Paris, Albin Michel, 2005
- Julie cuisine à l'avance, Paris, Albin Michel, 2005
- Ma p'tite cuisine, Paris, Marabout, 2005
- Le B.A.-ba du chocolat, Paris, Marabout, 2006
- Julie cuisine avec 3 fois rien, Paris, Albin Michel, 2006
- Julie cuisine pour garder la ligne, Paris, Albin Michel, 2006
- Confidences sucrées (en collaboration avec Pierre Hermé), Paris, Agnès Viénot, 2007
- Mes secrets pour garder la ligne... sans régime, Paris, Robert Laffont, 2007
- Julie chez vous, Paris, Marabout, 2008
- Carnet de correspondances : mes accords de goûts, Paris, Agnès Viénot, 2009
- Comment briller aux fourneaux sans savoir faire cuire un œuf, Paris, Agnès Viénot, 2010
- Mes cocottes, Paris, Les Éditions culinaires, 2011
- Julie cuisine le monde, Paris, Alain Ducasse, 2011
- All my best : mes 300 meilleures recettes, Paris, Alain Ducasse, 2012
- Les carnets de Julie, Julie cuisine la France... chez vous !, Paris, Alain Ducasse, 2013
- Les carnets de Julie, la suite de son tour de France gourmand, Paris, Alain Ducasse Éditions, 2014
- All My Best Desserts, Paris, Alain Ducasse Éditions, 2015

### Guides
- Le guide du club des croqueurs de chocolat, Paris, Stock, 1998
- Lebey des restaurants italiens de Paris, Paris, Albin Michel, 2004
- Lebey des restaurants de Paris, Paris, Albin Michel, 2005
- Petit Lebey des bistrots, Paris, Albin Michel, 2005